# حادثة المروحة

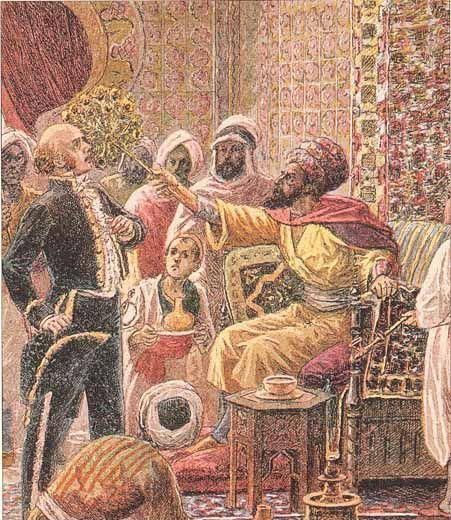
صورة حادثة المروحة

حادثة المروحة، (29 أبريل 1827م) كانت الذريعة لإعلان فرنسا الحرب على الجزائر

## تاريخ
جرت الحادثة في قصر الداي حسين عندما جاء القنصل الفرنسي بيار دوفال إلى قصر الداي يوم عيد الفطر، وهناك طالبه الداي بدفع الديون المقدرة ب 24 مليون فرنك فرنسي، والتي كانت نتيجة مساعدة الجزائر لفرنسا خلال الحصار الأوروبي الذي فرض عليها إثر إعلانها الثورة الفرنسية. فرد القنصل على الداي بطريقة غير لائقة بمكانته إضافة إلى أن الداي صاحب حق، فرد الداي حسين بطرده ولوح عليه بالمروحة. فبعث شارل العاشر بجيشه بحجة استرجاع مكانة وشرف فرنسا. وهذه الذريعة كانت السبب في الحصار على الجزائر الذي امتد ثلاث سنوات، ابتداءً مِّن 16 يونيو 1827 حتى 14 يونيو 1830.وبعدها احتلال فرنسا للجزائر.
حاولت الإدارة الفرنسية عند احتلالها للجزائر أن تضفي الشرعية على هذه الحملة، هادفة من خلال ذلك إلى إقناع الرأي العام الفرنسي قبل العالمي بمصداقية هذا الفعل، مؤمنة أنه لا وجود لنتائج إيجابية دون مقدمات (سواء كانت صادقة أو كاذبة) وبذلك قامت بتعبئة الرأي العام الفرنسي قبل موعد الحملة، وتصوير هذه الأخيرة على أنها حملة لاسترجاع هيبة وشرف فرنسا الذين داس عليهما داي الجزائر ’’حسين ’’ فيما اصطلح عليه بحادثة المروحة.

## الخلفية التاريخية

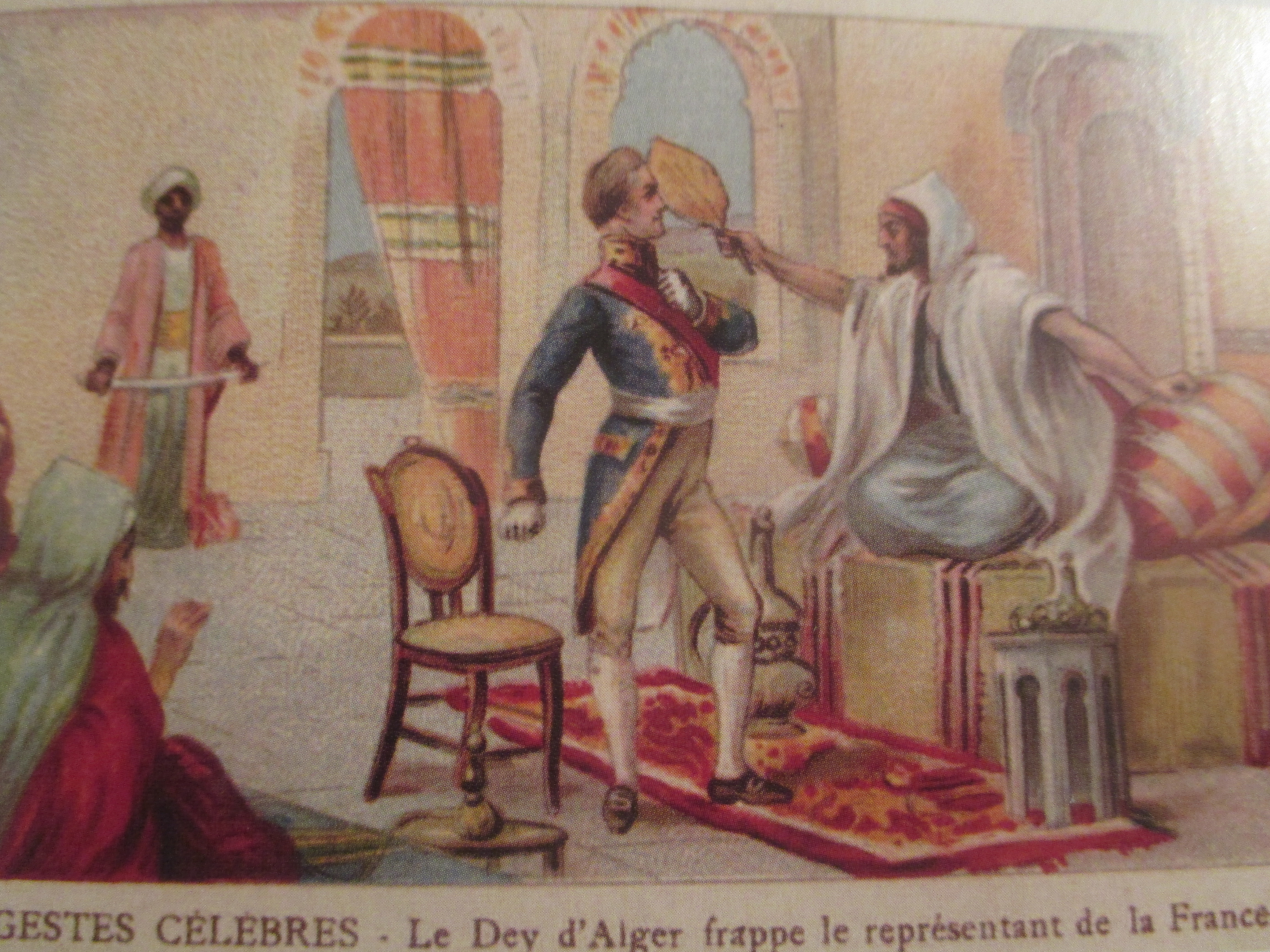
حادثة المروحة

تعود الجذور التاريخية لحادثة المروحة في الأساس إلى أزمة الديون التي نشبت بين الإيالة الجزائرية العهد العثماني والحكومة الفرنسية، إذ دعمت الجزائر فرنسا بالحبوب خاصة بعد العزلة التي فرضتها عليها أوروبا بسبب اعلانها لمبادئ الثورة الفرنسية وحقوق الإنسان، ومحاولتها الضرب بيد من حديد على الأنظمة الملكية الرجعية، فكانت بذلك الإيالة خير صديق وحليف لفرنسا باعتراف حكامها انفسهم، حدث أن توسطت شركة يهودية يتزعمها «الاخوة بكري» عمليات ذلك التبادل، وقد كانوا أذكياء في خلق أزمة سياسية بين الإيالة الجزائرية والحكومة الفرنسية، وقد ساعدهم في ذلك المخطط قنصل فرنسا بالجزائر «دوفال» الذي تطاول على أعلى مرتبة قيادية بالإيالة انذاك الداي حسين، عند استفساره عن سبب تأخر الحكومة الفرنسية في الرد على رسائله وبرقياته، فرد عليه القنصل قائلا:
«ان حكومتي لا تتنازل لإجابة رجل مثلكم».
وقد شكل رد «القنصل الفرنسي» بتلك الطريقة إهانة واستفزازا صريحا للداي وديوانه، مما جعله يطرده من مجلسه، ملوحا له بمروحيته، لم يرق الإدارة الفرنسية سلوك الداي، طالبة منه الاعتذار في أجل 24 ساعة ورفع الراية الفرنسية على الجزائرية وشروطا أخرى اعتبرها الداي بمثابة اهانة له والجزائر.

## ضعف الحجة

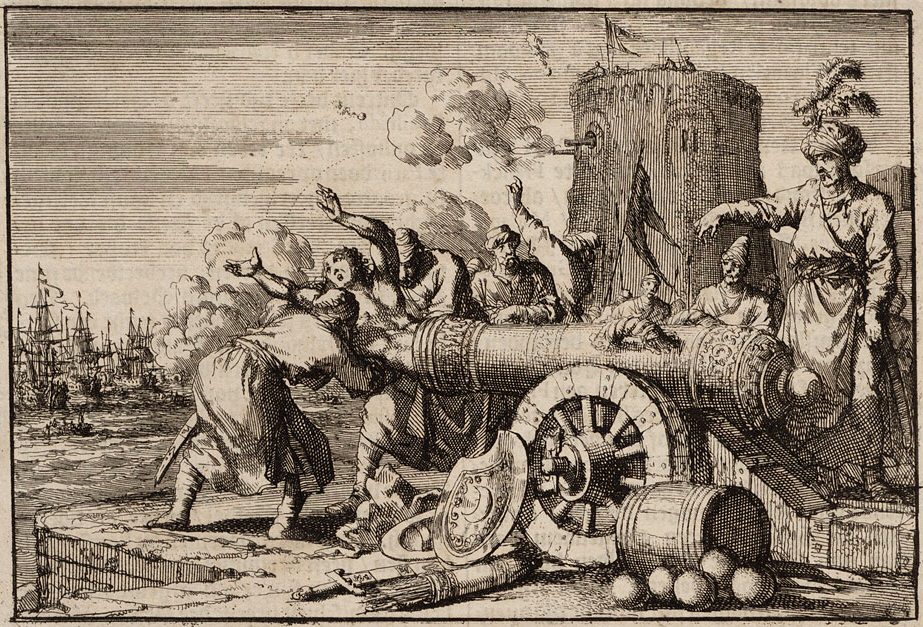
القنصل الفرنسي

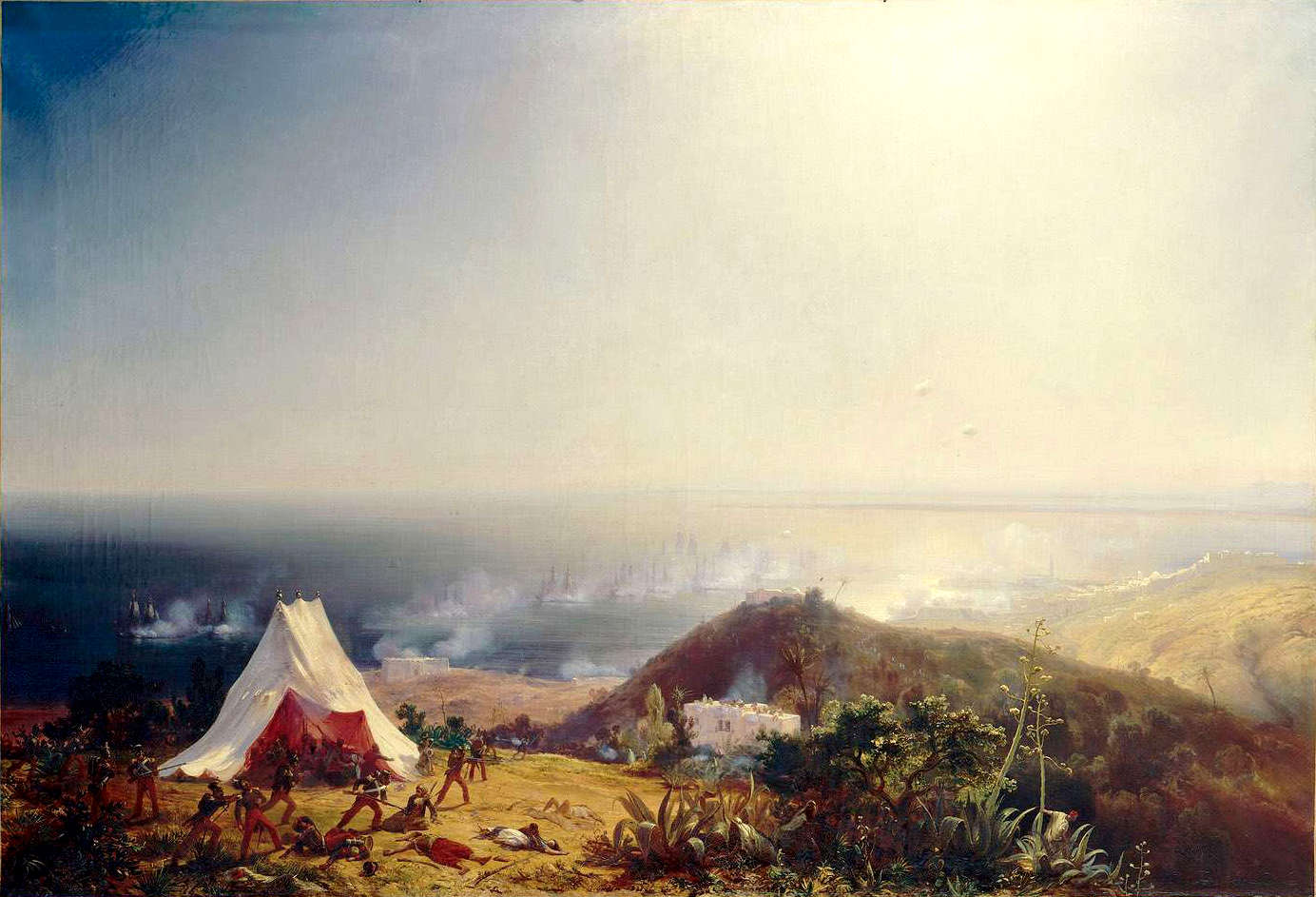
هجوم الفرنسي سنة 1830

إلا أن المتمعن في هذه الحادثة والتي اقترنت في تاريخ الجزائر كتوطئة لدراسة الاحتلال الفرنسي لهذا البلد، والدارس للجذور التاريخية لعلاقات فرنسا مع الإيالة الجزائرية، يكاد يجزم أنه لا يمكن أن يكون هذا السبب هو الدافع الحقيقي لإقدام فرنسا على احتلال الجزائر حتى أنه وجد من الباحثين من نفى «حادثة المروحة» لأنه وببساطة حدثت قبلها مراويح أعظم وأشد كما عبر عن ذلك الباحث مولود قاسم نايت بلقاسم في كتابه (شخصية الجزائر الدولية وهيبتها العالمية)، فقد سبق لداي الجزائر أن طرد «قنصل فرنسا» في ملكية لويس الخامس عشر، بل أكثر من ذلك أن مبعوث هنري الرابع الخاص كاد أن يقتل في الجزائر، دون أن تتحرك الإدارة الفرنسية ساكنة، والأشد من ذلك محاصرة السفينة الجزائرية للميناء الفرنسي سان تروبيه بالقرب من تولون عام 1802، واستيلائها على الكثير من العتاد والأجهزة الفرنسية حتى استشاط نابليون غضبا، قائلا: «أنها لفضيحة للجمهورية».
بعد كل تلك الأفعال وهجومات الإيالة الجزائرية بغض النظر عن شرعيتها أو لا (أطلق الأروبيون على هجمات الايالات العثمانية بعمليات القرصنة، فيما رأى المسلمون أنها (جهاد بحري)، لم تتحرك الإدارة الفرنسية للقيام برد فعل عنيف وتسير حملة لإعادة اعتبارها، بل بقيت ردود أفعالها مقتصرة على الأقوال والتنديد فقط، على الرغم من أن كل تلك الحوادث السالفة الذكر، والتي تعتبر أكثر حدة من التلويح بالمروحة وتعد كمساس بسيادة فرنسا، فلماذا صمتت قبل 1827 ؟، ورفعت صوتها بعد ذلك التاريخ متحركة برد فعل عسكري؟.
كانت الإدارة الفرنسية تدرك حقيقة موقع الإيالة الجزائرية والثروات التي تزخر بها، خاصة تلك الموجودة بخزينة الإيالة، وقد تأتى لها ذلك بعد نجاحها في اعداد تقارير واقدامها بمشاريع تجسسية، أحدثها حملة «بوتان» عام 1808م، هذا فضلا عن دوافعها الأخرى التي لا يمكن إغفالها من محاولة لتنصير الشمال الأفريقي وإدخاله ما اصطلحت عليه فيما بعد بينابيع الحضارة والتقدم إلى البلاد البربرية !.
ويبدو أن دوافعها الحقيقية هذه لم تكن غائبة من قبل، بل كان الستار فقط مسدولا عليها، وفي الوقت الذي ضعفت فيه الإيالة والأم التي كانت تحتضنها، والتي أصبحت تعرف بالرجل المريض، سنحت الفرصة للإدارة الفرنسية أن تزيح ذلك الستار، متخذة من «حادثة المروحة» مقدمة لتحقيق غاياتها وأهدافها في ظل الهون الذي باتت تحياه الإيالة الجزائرية.

## وصلات خارجية
- كل ما تحبه معرفته عن «حادثة المروحة» سبب احتلال فرنسا للجزائر 130 سنة